# Abana
Pour les articles homonymes, voir Abana (homonymie).
Abana est une ville et un district de la province de Kastamonu dans la région de la mer Noire en Turquie.